# باقرآباد عليا (مقاطعة إسلام آباد غرب)
باقرآباد عليا (بالفارسية: باقرآباد علیا) هي قرية تقع في كرمانشاه في إيران. يقدر عدد سكانها بـ 594 نسمة .